# Канепа (Римини)
Канепа је насеље у Италији у округу Римини, региону Емилија-Ромања.
Према процени из 2011. у насељу је живело 43 становника. Насеље се налази на надморској висини од 131 м.